# Annezin
Annezin est une commune française située dans le département du Pas-de-Calais en région Hauts-de-France. Ses habitants sont appelés les Annezinois. La commune est membre de la communauté d'agglomération de Béthune-Bruay, Artois-Lys Romane.

## Géographie

### Localisation
Localisée dans l'est du département du Pas-de-Calais, Annezin est une commune traversée par la Lawe et le canal d'Aire à la Bassée et limitrophe, au sud-est, de la commune de Béthune (chef-lieu d'arrondissement).
Le territoire de la commune est limitrophe de ceux de huit communes.
Les communes limitrophes sont Hinges, Labeuvrière, Locon, Vendin-lès-Béthune, Béthune, Chocques, Essars et Fouquereuil.

### Géologie et relief
La superficie de la commune est de 6,1 km2 ; son altitude varie de 18  à   53 mètres.

### Hydrographie
Le territoire de la commune est situé dans le bassin Artois-Picardie.
La commune est traversée par huit cours d'eau :
- la Lawe, d'une longueur de 40,97 km, qui prend sa source dans la commune de Magnicourt-en-Comte et se jette dans la Lys au niveau de la commune de La Gorgue[4] ;
- le canal d'Aire à la Bassée, canal navigable de 39 km, qui prend sa source dans la commune de Bauvin et se jette dans La Lys au niveau de la commune d'Aire-sur-la-Lys[5] ;
- le Turbeauté 1, d'une longueur de 10,36 km[6] ;
- le Turbeauté 2, d'une longueur de 4,87 km[7] ;
- le Fossé Turbeauté, d'une longueur de 3,04 km, qui prend sa source dans la commune de Fouquereuil, se jette dans la Lawe au niveau de la commune[8] ;
- le Port de Bethune Aval[9] ;
- le Catorive[10] ;
- et un cours d'eau au toponyme hydrographique inconnu[11].

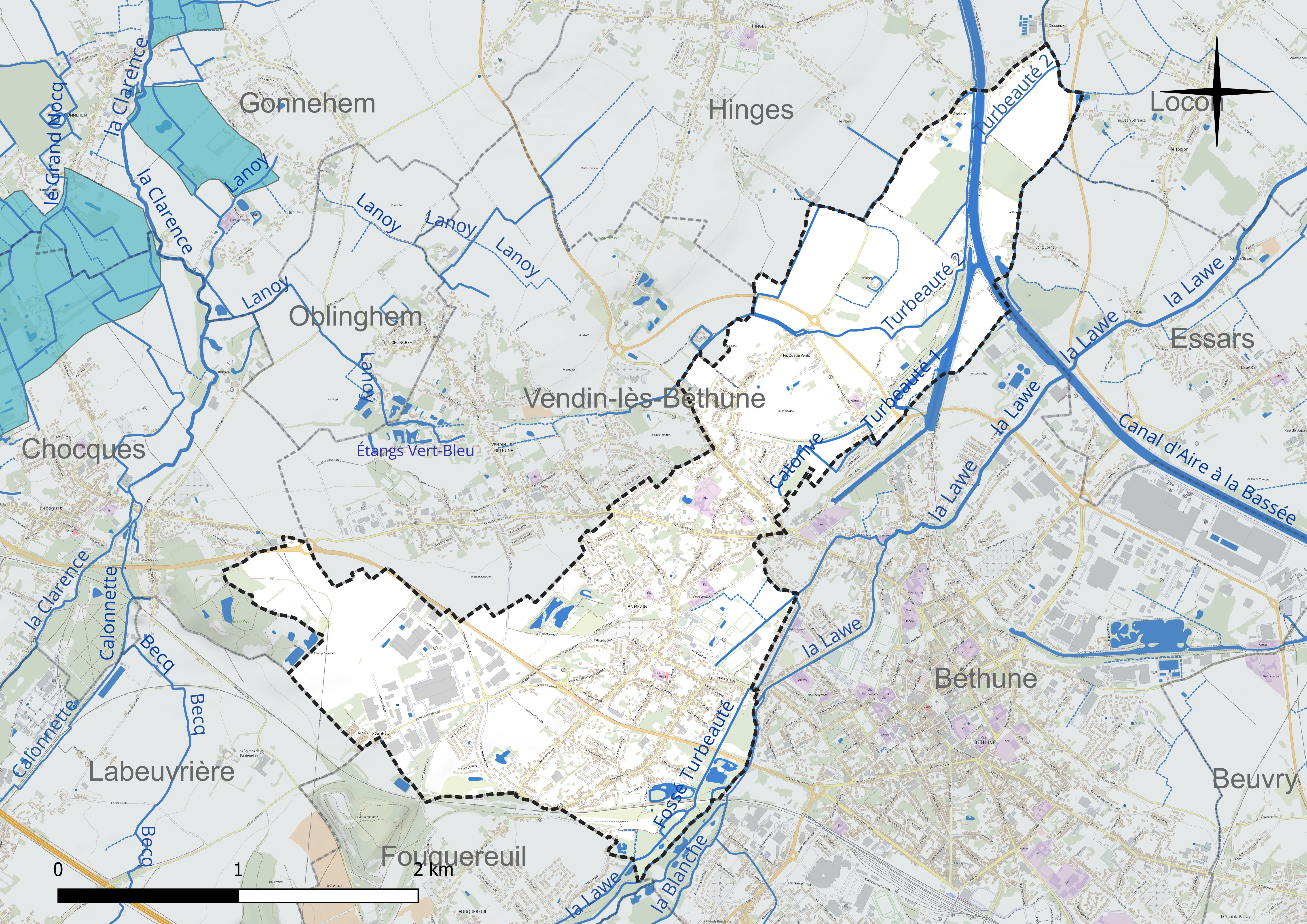
Réseau hydrographique d'Annezin.

### Climat
Pour des articles plus généraux, voir Climat des Hauts-de-France et Climat du Pas-de-Calais.
En 2010, le climat de la commune est de type climat océanique dégradé des plaines du Centre et du Nord, selon une étude du CNRS s'appuyant sur une série de données couvrant la période 1971-2000. En 2020, Météo-France publie une typologie des climats de la France métropolitaine dans laquelle la commune est exposée à un climat océanique et est dans la région climatique Côtes de la Manche orientale, caractérisée par un faible ensoleillement (1 550 h/an) ; forte humidité de l’air (plus de 20 h/jour avec humidité relative > 80 % en hiver), vents forts fréquents.
Pour la période 1971-2000, la température annuelle moyenne est de 10,5 °C, avec une amplitude thermique annuelle de 13,9 °C. Le cumul annuel moyen de précipitations est de 724 mm, avec 12,1 jours de précipitations en janvier et 8,6 jours en juillet. Pour la période 1991-2020, la température moyenne annuelle observée sur la station météorologique la plus proche, située sur la commune de Lillers à 10 km à vol d'oiseau, est de 11,1 °C et le cumul annuel moyen de précipitations est de 731,5 mm,. Pour l'avenir, les paramètres climatiques de la commune estimés pour 2050 selon différents scénarios d'émission de gaz à effet de serre sont consultables sur un site dédié publié par Météo-France en novembre 2022.

### Milieux naturels et biodiversité

#### Zone naturelle d'intérêt écologique, faunistique et floristique
L’inventaire des zones naturelles d'intérêt écologique, faunistique et floristique (ZNIEFF) a pour objectif de réaliser une couverture des zones les plus intéressantes sur le plan écologique, essentiellement dans la perspective d’améliorer la connaissance du patrimoine naturel national et de fournir aux différents décideurs un outil d’aide à la prise en compte de l’environnement dans l’aménagement du territoire.
Le territoire communal comprend une ZNIEFF de type 1 : le bois du Féru. Cette ZNIEFF présente un caractère assez peu boisé permettant l’expression d’une flore et de végétations de milieux ouverts.

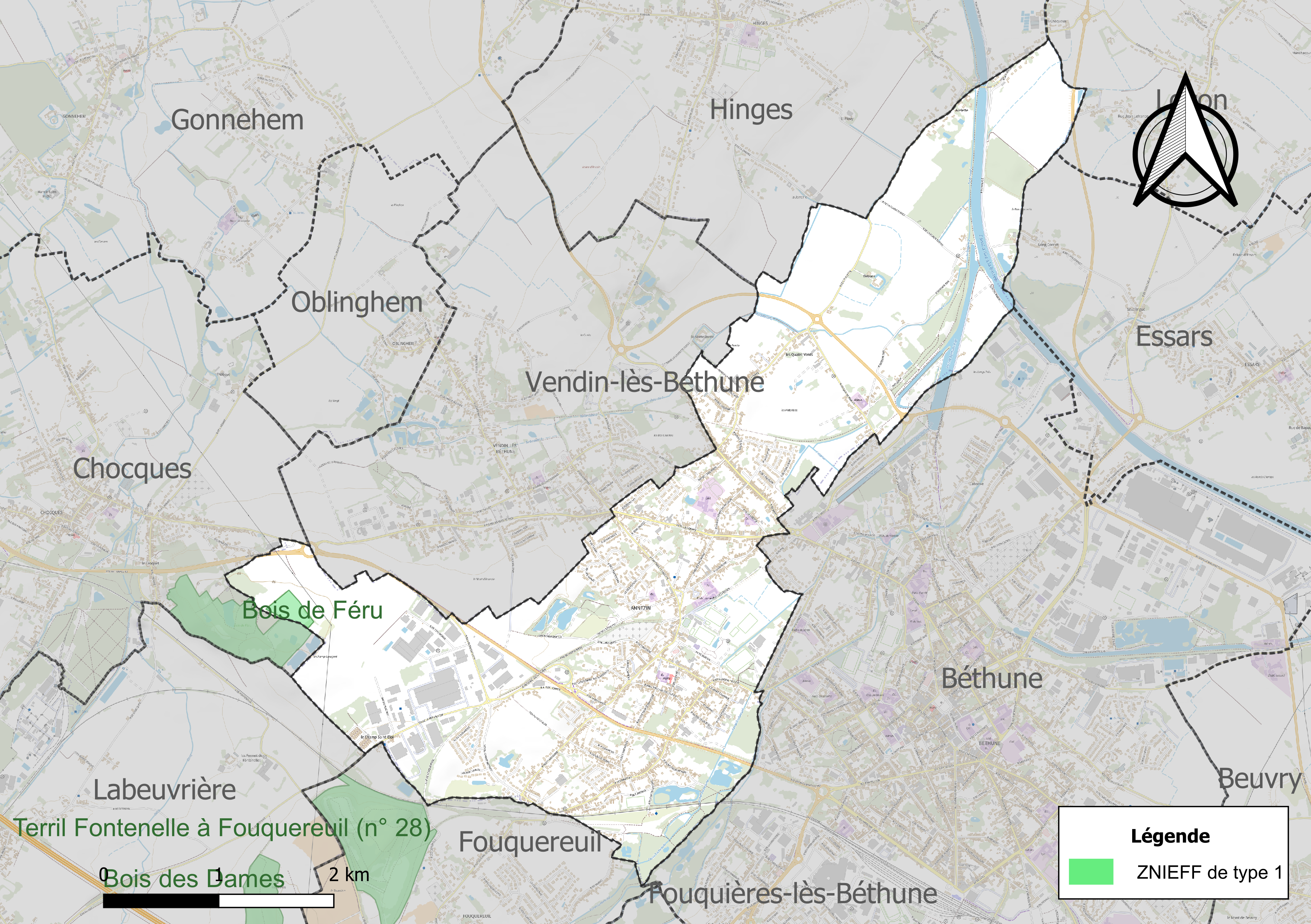
Carte de la ZNIEFF sur la commune.

#### Espèces faunistiques et floristiques
L’Inventaire national du patrimoine naturel (INPN) recense plusieurs espèces faunistiques et floristiques sur le territoire de la commune dont certaines sont protégées et d’autres menacées et quasi-menacées.

## Urbanisme

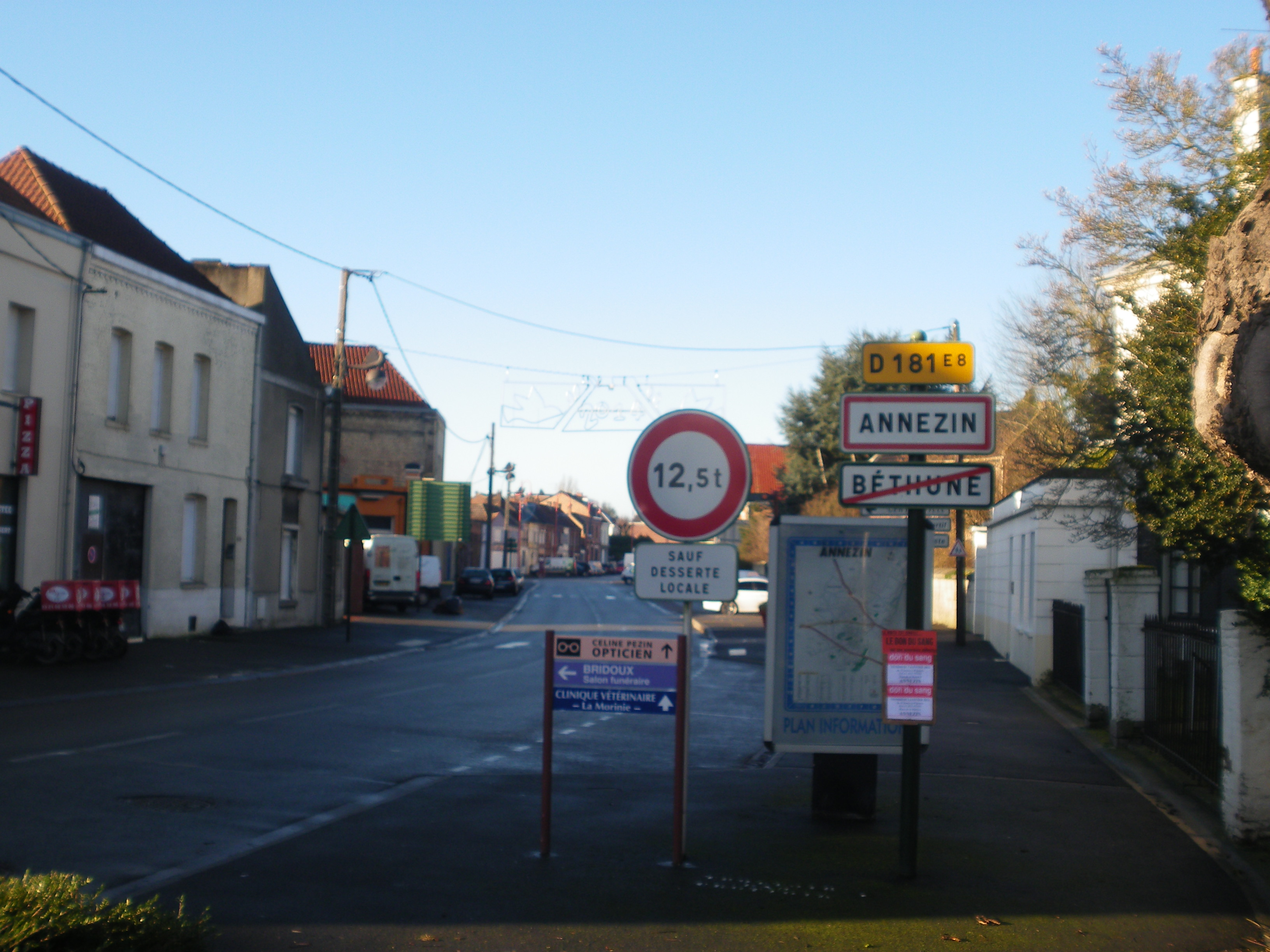
Panneau d'entrée, depuis Béthune.

### Typologie
Au 1er janvier 2024, Annezin est catégorisée centre urbain intermédiaire, selon la nouvelle grille communale de densité à sept niveaux définie par l'Insee en 2022.
Elle appartient à l'unité urbaine de Béthune, une agglomération inter-départementale regroupant 94  communes, dont elle est une commune de la banlieue,,. Par ailleurs la commune fait partie de l'aire d'attraction de Béthune, dont elle est une commune du pôle principal,. Cette aire, qui regroupe 23 communes, est catégorisée dans les aires de 50 000 à moins de 200 000 habitants,.

### Occupation des sols
L'occupation des sols de la commune, telle qu'elle ressort de la base de données européenne d’occupation biophysique des sols Corine Land Cover (CLC), est marquée par l'importance des territoires artificialisés (49,2 % en 2018), en augmentation par rapport à 1990 (41,9 %). La répartition détaillée en 2018 est la suivante : 
zones urbanisées (40,3 %), terres arables (30,4 %), zones industrielles ou commerciales et réseaux de communication (8,9 %), zones agricoles hétérogènes (8,1 %), prairies (7,4 %), forêts (4,8 %). L'évolution de l’occupation des sols de la commune et de ses infrastructures peut être observée sur les différentes représentations cartographiques du territoire : la carte de Cassini (XVIIIe siècle), la carte d'état-major (1820-1866) et les cartes ou photos aériennes de l'IGN pour la période actuelle (1950 à aujourd'hui).

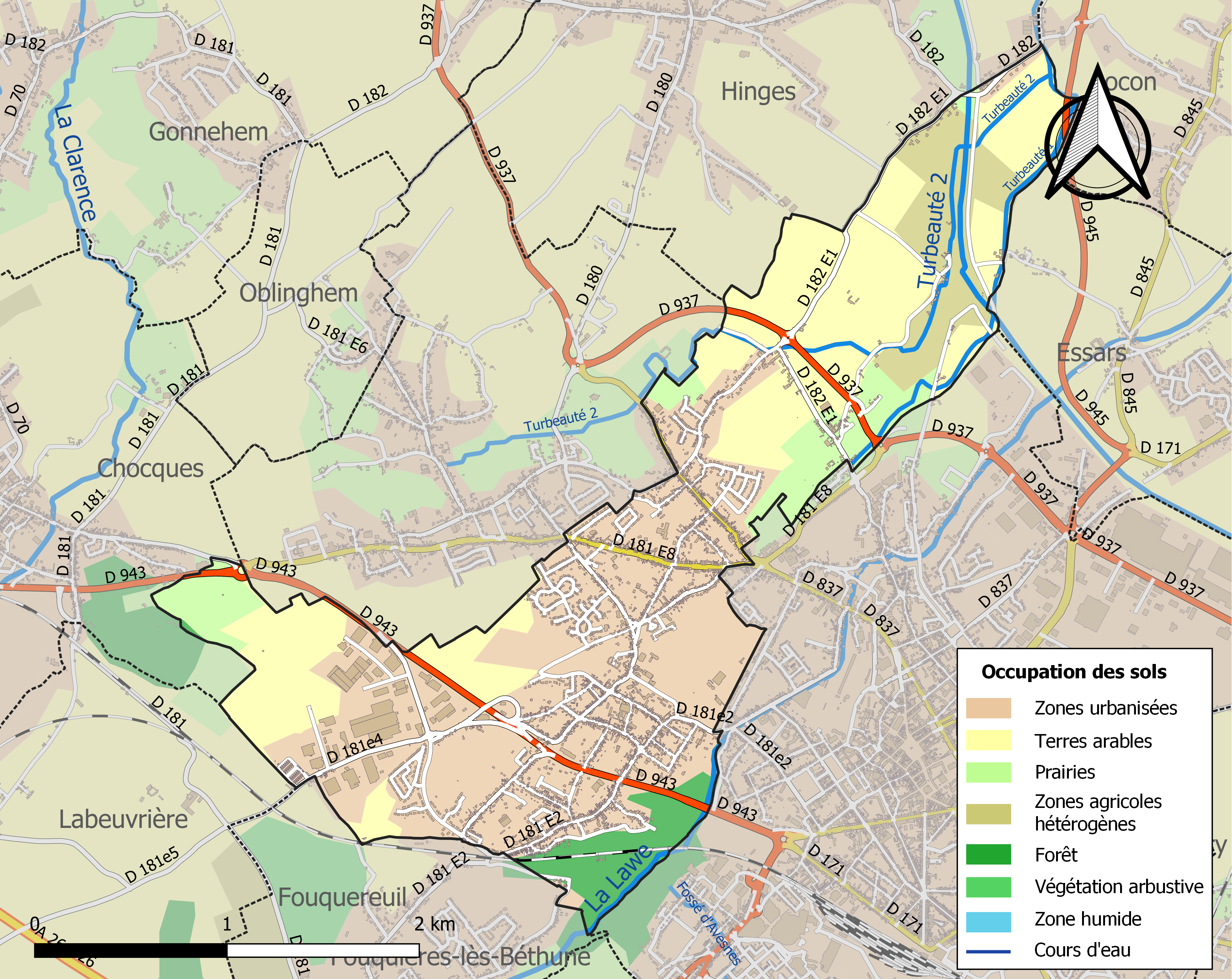
Carte des infrastructures et de l'occupation des sols de la commune en 2018 (CLC).

### Logement
En 2021, le nombre total de logements dans la commune était de 2 707, alors qu'il était de 2 656 en 2015 et de 2 447 en 2010
, soit une progression du nombre total de logements de 10,6 % depuis 2010.
Parmi ces 2 707 logements, 92,9 % étaient des résidences principales, (soit 2 515 logements), 0,6 % des résidences secondaires et 6,5 % des logements vacants. Ces logements étaient pour 92,7 % d'entre eux des maisons individuelles et pour 7,2 % des appartements.
Sur les 2 515 résidences principales, 69,4 % sont occupées par des propriétaires, 29,3 % par des locataires et 1,3 % par des personnes logées gratuitement.
Le tableau ci-dessous présente la typologie des logements à Annezin en 2021 en comparaison avec celle du Pas-de-Calais et de la France entière. Une caractéristique marquante du parc de logements est ainsi la faible proportion des résidences secondaires et logements occasionnels (0,6 %) par rapport au département (6,5 %) et à la France entière (9,7 %) ainsi que d'une proportion de logements vacants (6,5 %) inférieure à celle du département (7,3 %) et de la France entière (8,1 %).
| Typologie                                               | Annezin | Pas-de-Calais | France entière |
| ------------------------------------------------------- | ------- | ------------- | -------------- |
| Résidences principales (en %)                           | 92,9    | 86,1          | 82,2           |
| Résidences secondaires et logements occasionnels (en %) | 0,6     | 6,5           | 9,7            |
| Logements vacants (en %)                                | 6,5     | 7,3           | 8,1            |

## Toponymie
Le nom de la localité est attesté sous les formes Anasin en 1119 ; Heduneanesin, Hedinnanesin en 1152 ; Hanesin vers 1153 ; Anisin Heldonis vers 1154 ; Anesin Heddonis de 1154 à 1159 ; Hedun Anesin en 1165 ; Anesin en 1214 ; Hesdonasin en 1224 ; Annezin en 1318 ; Anesins, Ennezin-delez-Béthune au XIVe siècle ; Annezain en 1720 ; Annezin en 1793 et depuis 1801.
D'un nom de personne germanique Hanezin.

## Histoire
Le moulin d'Annezin, sur la Lawe, est cité dès l'an 1095.
Un château[Quoi ?] existait dès le XIIe siècle, il fut reconstruit en 1555 par Charles II de Houchin (alors seigneur du lieu), puis fut très endommagé au début du XVIIIe siècle lors de la conquête française de la région. Le château est restauré dans les années 1770 mais reste inoccupé au moment de la Révolution. Les cartes de Cassini du XVIIIe indiquent le « château de Longatte », les Houchin étant seigneurs de Longatte (ou Longastre).
La découverte du charbon entre 1850 et 1851, après des sondages entrepris par la Compagnie des mines de Béthune, puis l'ouverture de la première fosse en 1857 et son exploitation par la Compagnie des mines de Vendin a marqué la commune. La population augmente considérablement dès la deuxième moitié du XIXe siècle. L'urbanisme a évolué en conséquence avec la construction de corons, de la mairie, d'écoles, et la reconstruction de l'église Saint-Martin en 1872. En 1873, la compagnie ouvre une nouvelle fosse à Annezin. Elle ne commença à produire qu’en 1877 à cause de nouvelles difficultés liées au terrain rencontré. La commune a l'avantage d'avoir un accès direct au canal d'Aire à La Bassée et autrefois les chemins de fer miniers traversaient le territoire du nord au sud depuis Fouquereuil jusqu'à l'ancien port fluvial.
Vers 1904 le château qui se situait au niveau de l'actuel club hippique de Béthune (près de la rue du Général-Leclerc) et qui abritait les bureaux de la compagnie des mines avant 1900, est démoli.
L'exploitation de la fosse communale cesse en 1900 mais l'activité minière des villes voisines contribue à l'essor démographique jusqu'aux années 1950.
La commune est décorée de la croix de guerre 1914-1918 par décret du 25 septembre 1920, distinction également attribuée à 276 autres communes du Pas-de-Calais.
Lors de la Seconde Guerre mondiale la ville est occupée par les Allemands jusqu'à sa libération le 4 septembre 1944 par un détachement anglais de la Royal Artillery.

## Politique et administration

### Découpage territorial
La commune se trouve dans l'arrondissement de Béthune du département du Pas-de-Calais.

#### Commune et intercommunalités
La commune était membre de la communauté d'agglomération de l'Artois, créée fin 2001.
Dans le cadre des dispositions de la loi portant nouvelle organisation territoriale de la République (Loi NOTRe) du 7 août 2015, qui prévoit que les établissements publics de coopération intercommunale (EPCI) à fiscalité propre doivent avoir un minimum de 15 000 habitants, cette intercommunalité fusionne avec ses voisines pour former, le 1er janvier 2017, la communauté d'agglomération de Béthune-Bruay, Artois-Lys Romane, dont est désormais membre la commune. Cette communauté d'agglomération de Béthune-Bruay, Artois-Lys Romane regroupe 100 communes et totalise 275 327 habitants en 2021.

#### Circonscriptions administratives
La commune faisait partie de 1793 à 1973 du canton de Béthune, année où celui-ci est scindé et la commune rattachée au canton de Béthune-Nord. Dans le cadre du redécoupage cantonal de 2014 en France, la comme est désormais intégrée dans un nouveau canton de Béthune.

#### Circonscriptions électorales
Pour l'élection des députés, la commune fait partie depuis 1986 de la neuvième circonscription du Pas-de-Calais.

### Élections municipales et communautaires

#### Élections municipales partielles intégrales 2018
À la suite de la démission de 12 conseillers municipaux en avril 2018, sur fond de désaccords entre le maire élu depuis 2008, Daniel Delomez – qui avait menacé de démissionner après l'élection présentielle de 2017, remportée au 1er tour par Marine Le Pen dans la commune, –  et une partie du conseil municipal,, une élection municipale partielle intégrale a lieu le dimanche 17 juin 2018 pour élire les 29 membres du conseil municipal ainsi que les 2 membres de la communauté d'agglomération de Béthune-Bruay, Artois-Lys Romane.
Ces élections voient la victoire de la liste DVG menée par le maire sortant (1114 voix, 58,45 %, 23 conseillers municipaux et 2 conseillers communautaires élus, contre 792 voix, 41,55 %, 6 conseillers municipaux élus pour la liste DVD de Marie-France Deleflie, ancienne maire de la commune).

#### Élections municipales 2020
- Maire sortant : Daniel Delomez (DVG)
- 29 sièges à pourvoir au conseil municipal (population légale 2017 : 5 898 habitants)
- 2 sièges à pourvoir au conseil communautaire (CA de Béthune-Bruay, Artois-Lys Romane)

|                          |                          |                          |              |              |             |             |        |        |  |
| Tête de liste            | Tête de liste            | Liste                    | Premier tour | Premier tour | Second tour | Second tour | Sièges | Sièges |  |
| Tête de liste            | Tête de liste            | Liste                    | Voix         | %            | Voix        | %           | CM     | CC     |  |
|                          | Grégory Debas,           | SE                       | 812          | 44,56        | 935         | 50,38       | 22     | 2      |  |
|                          | David Delville           | DVG                      | 654          | 35,89        | 660         | 35,56       | 5      | 0      |  |
|                          | Marie-France Deleflie    | SE                       | 356          | 19,53        | 261         | 14,06       | 2      | 0      |  |
|                          |                          |                          |              |              |             |             |        |        |  |
| Votes valides            | Votes valides            | Votes valides            | 1 822        | 97,38        | 1 856       | 98,52       |        |        |  |
| Votes blancs             | Votes blancs             | Votes blancs             | 15           | 0,80         | 14          | 0,74        |        |        |  |
| Votes nuls               | Votes nuls               | Votes nuls               | 34           | 1,82         | 14          | 0,74        |        |        |  |
| Total                    | Total                    | Total                    | 1 871        | 100          | 1 884       | 100         | 29     | 2      |  |
| Abstention               | Abstention               | Abstention               | 2 508        | 57,27        | 2 493       | 56,96       |        |        |  |
| Inscrits / participation | Inscrits / participation | Inscrits / participation | 4 379        | 42,73        | 4 377       | 43,04       |        |        |  |

#### Liste des maires
| Période                                  | Période                     | Identité              | Étiquette | Qualité                                                                                               |
| ---------------------------------------- | --------------------------- | --------------------- | --------- | --- |
| Les données manquantes sont à compléter. |                             |                       |           | |
| 31 mai 1939                              | 5 octobre 1939              | Rémy Bourgeois        | SFIC      | Employé à la Compagnie des chemins de fer du Nord suspendu de ses fonctions                           |
| 1947                                     | 1969                        | Arsène Crammer        | SFIO      | Cheminot                                                                                              |
| 1969                                     | mars 1971                   | Arthur Capelle        |           | |
| mars 1971                                | mars 1989                   | Armand Druon          | PS        | Agent EDF                                                                                             |
| mars 1989                                | mars 2008                   | Marie-France Deleflie | DVD       | Directrice d'école Conseillère générale de Béthune-Nord (1995 → 2008)                                 |
| mars 2008                                | juillet 2020                | Daniel Delomez        | PS        | Professeur d’histoire-géographie retraité Réélu à l'issue de l'élection municipale partielle de 2018, |
| juillet 2020                             | En cours (au 27 avril 2022) | Grégory Debas         | SE-DVG    | Conseiller délégué aux festivités de 2018 à 2020,                                                     |

## Équipements et services publics

### Justice, sécurité, secours et défense
La commune dépend du tribunal judiciaire de Béthune, du conseil de prud'hommes de Béthune, de la cour d'appel de Douai, du tribunal de commerce d'Arras, du tribunal administratif de Lille, de la cour administrative d'appel de Douai et du tribunal pour enfants de Béthune.

## Population et société

### Démographie
Ses habitants sont appelés les Annezinois.

#### Évolution démographique
L'évolution du nombre d'habitants est connue à travers les recensements de la population effectués dans la commune depuis 1793. Pour les communes de moins de 10 000 habitants, une enquête de recensement portant sur toute la population est réalisée tous les cinq ans, les populations de référence des années intermédiaires étant quant à elles estimées par interpolation ou extrapolation. Pour la commune, le premier recensement exhaustif entrant dans le cadre du nouveau dispositif a été réalisé en 2007.

En 2022, la commune comptait 5 819 habitants, en évolution de −1,24 % par rapport à 2016 (Pas-de-Calais : −0,72 %, France hors Mayotte : +2,11 %).
| 1793 | 1800 | 1806 | 1821 | 1831 | 1836 | 1841 | 1846 | 1851 |
| ---- | ---- | ---- | ---- | ---- | ---- | ---- | ---- | ---- |
| 475  | 390  | 508  | 517  | 576  | 599  | 583  | 610  | 647  |

| 1856 | 1861  | 1866  | 1872  | 1876  | 1881  | 1886  | 1891  | 1896  |
| ---- | ----- | ----- | ----- | ----- | ----- | ----- | ----- | ----- |
| 686  | 1 008 | 1 066 | 1 085 | 1 360 | 1 230 | 1 351 | 1 612 | 1 715 |

| 1901  | 1906  | 1911  | 1921  | 1926  | 1931  | 1936  | 1946  | 1954  |
| ----- | ----- | ----- | ----- | ----- | ----- | ----- | ----- | ----- |
| 1 597 | 2 021 | 2 624 | 3 453 | 3 769 | 4 020 | 4 346 | 4 683 | 5 230 |

| 1962  | 1968  | 1975  | 1982  | 1990  | 1999  | 2006  | 2007  | 2012  |
| ----- | ----- | ----- | ----- | ----- | ----- | ----- | ----- | ----- |
| 5 545 | 5 399 | 5 462 | 5 857 | 5 859 | 5 551 | 5 490 | 5 481 | 5 830 |

| 2017  | 2022  | - | - | - | - | - | - | - |
| ----- | ----- | - | - | - | - | - | - | - |
| 5 898 | 5 819 | - | - | - | - | - | - | - |

#### Pyramide des âges
En 2018, le taux de personnes d'un âge inférieur à 30 ans s'élève à 35,9 %, soit en dessous de la moyenne départementale (36,7 %). À l'inverse, le taux de personnes d'âge supérieur à 60 ans est de 25,4 % la même année, alors qu'il est de 24,9 % au niveau départemental.
En 2018, la commune comptait 2 851 hommes pour 3 020 femmes, soit un taux de 51,44 % de femmes, légèrement inférieur au taux départemental (51,5 %).
Les pyramides des âges de la commune et du département s'établissent comme suit.
| Hommes | Classe d’âge | Femmes |
| ------ | ------------ | ------ |
| 0,3    | 90 ou +      | 1,1    |
| 5,1    | 75-89 ans    | 8,5    |
| 16,8   | 60-74 ans    | 18,8   |
| 19,6   | 45-59 ans    | 18,5   |
| 20,0   | 30-44 ans    | 19,3   |
| 17,1   | 15-29 ans    | 15,6   |
| 21,1   | 0-14 ans     | 18,3   |

| Hommes | Classe d’âge | Femmes |
| ------ | ------------ | ------ |
| 0,5    | 90 ou +      | 1,6    |
| 5,6    | 75-89 ans    | 8,9    |
| 16,7   | 60-74 ans    | 18,1   |
| 20,2   | 45-59 ans    | 19,2   |
| 18,9   | 30-44 ans    | 18,1   |
| 18,2   | 15-29 ans    | 16,2   |
| 19,9   | 0-14 ans     | 17,9   |

## Économie

### Revenus de la population et fiscalité
En 2021, la commune compte 2 468 ménages fiscaux, regroupant 5 766 personnes.
Le revenu fiscal médian par ménage, le taux de pauvreté des ménages et la part des ménages fiscaux imposés de la commune, du département du Pas-de-Calais et de la métropole sont les suivants :
- le revenu fiscal médian par ménage de la commune est de 21 420 €, supérieur à celui du département du Pas-de-Calais (20 720 €) et inférieur à celui de la France métropolitaine (23 080 €)[Insee 7],[Insee 8],[Insee 9] ;
- le taux de pauvreté des ménages de la commune est de 14 %, de 18,4 % au niveau du département et de 14,9 % au niveau de la métropole[Insee 10],[Insee 11],[Insee 12] ;
- la part des ménages fiscaux imposés dans la commune est de 48 %, de 44,1 % au niveau du département et de 53,4 % au niveau de la métropole[Insee 7],[Insee 8],[Insee 9].

### Entreprises et commerces
La mine et l'agriculture ont longtemps été les principales activités économiques de la commune (voir plus haut). Une briqueterie y fut aussi active.
Aujourd'hui, Annezin abrite une zone industrielle le long de la RD 943 reliant Béthune à Lillers. Le  fabricant de pots catalytiques pour l'industrie automobile, fut pendant les dernières décennies le plus gros site industriel d'Annezin (386 salariés en juillet 2009) jusqu'à sa liquidation judiciaire en juillet 2009. L'activité de distribution a été conservée.
Les entreprises sur la commune sont nombreuses et actives dans des secteurs variés : mécanique, chaudronnerie, transformation plastique, agro-alimentaire, logistique et distribution (BTP et matériaux de construction, automobile, cuisines et salles de bains, parfumerie, matériel électrique, peintures, distribution postale, distribution de gaz…).

## Culture locale et patrimoine

### Lieux et monuments
- L'église Saint-Martin, construite en 1872, de style néo-gothique.
- L'ancien moulin d'Annezin, au bout de la rue du Général-Leclerc, est en réalité sur le territoire de Béthune.
- Le marais d'Annezin, espace vert le long de la Lawe, où se déroule chaque année un spectacle Son et Lumière.
- Le monument aux morts[54].
- La maison du mineur, véritable maison de coron, réaménagée comme au temps des mines, rue Du Guesclin[55].
- Le musée de poche, près de la mairie, musée de la vie annezinoise.

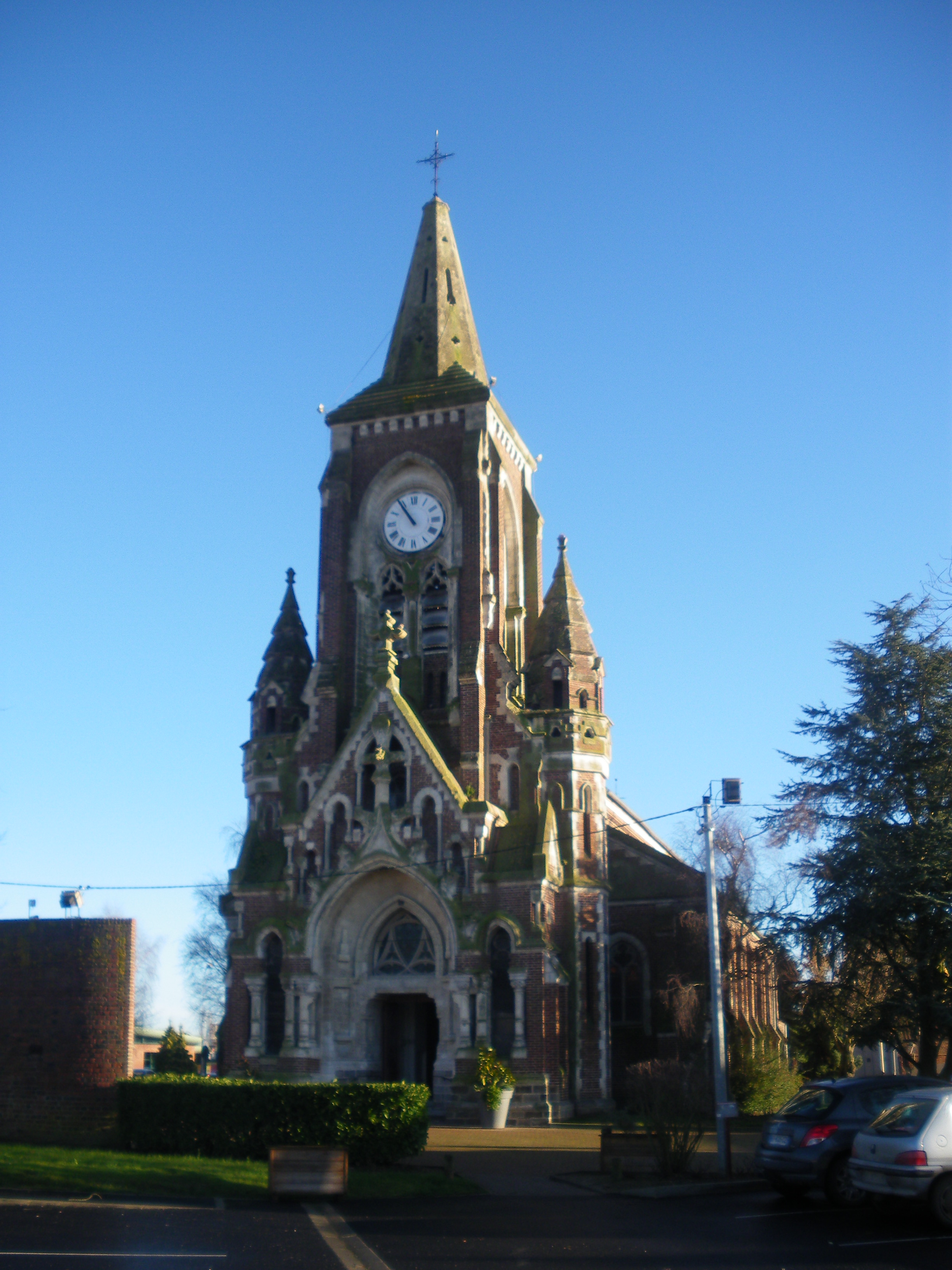
L'église Saint-Martin.
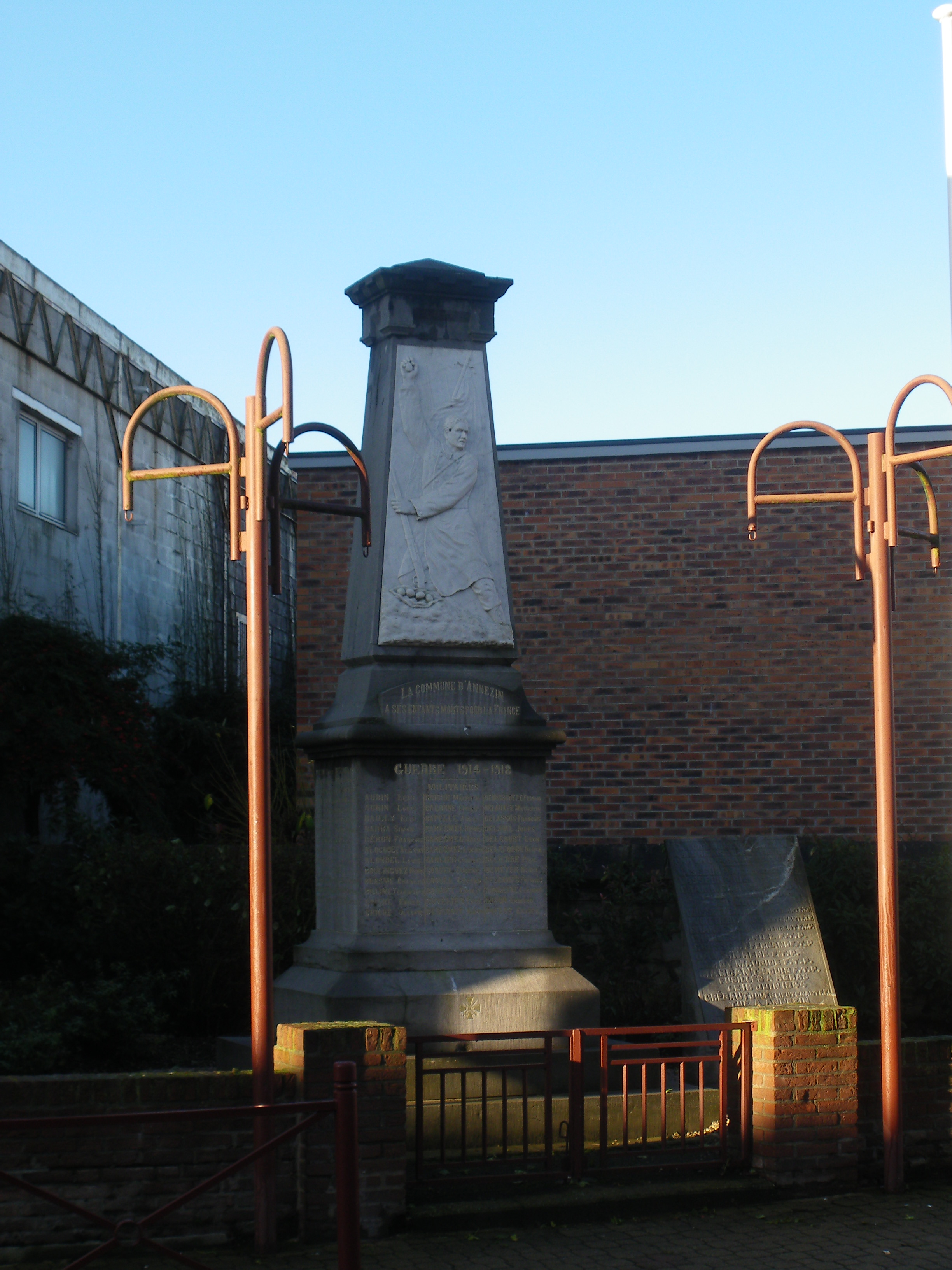
Le monument aux morts.

### Héraldique
| Blason de Annezin | Blason  | Écartelé : aux 1er et 4e de gueules à la fasce d'argent accompagnée de trois besants d'or rangés en chef et d'un lion léopardé d'or en pointe, aux 2e et 3e de gueules à la bande ondée d'argent chargée de trois étoiles de six rais de sable et accompagnée de deux étoiles à six rais d'argent. Ornements extérieursCroix de guerre 1914-1918 |
| Blason de Annezin | Détails | Le statut officiel du blason reste à déterminer. |

## Pour approfondir

#### Bases de données, dictionnaires et encyclopédies
- Ressources relatives à la géographie :   - Insee (communes)
  - Ldh/EHESS/Cassini
- Ressource relative à plusieurs domaines :   - Annuaire du service public français
- Notices d'autorité :   - VIAF
  - BnF (données)